# Chambre de commerce et d'industrie de la Haute-Savoie
La Chambre de Commerce et d'Industrie de la Haute-Savoie (CCI Haute-Savoie) est une institution publique qui representent les intérêts des entreprises du département. Sa mission principale est de contribuer au développement économique en soutenant les entreprises locales,  en favorisant leur croissance et en encourageant l'innovation et l'entrepreneuriat. 
Son siège est à Annecy au 5, rue du 27e BCA. 
Elle fait partie de la chambre de commerce et d'industrie de région Auvergne-Rhône-Alpes.

## Historique
- La CCI Haute-Savoie est créée le 17 janvier 1899.

## Missions
La Chambre de Commerce et d'industrie de la Haute-Savoie est placée sous la tutelle du Préfet de la Haute-Savoie. En 2023 elle représente les intérêts de 50 000 entreprises inscrites au Registre du Commerce et des Sociétés (RCS) et compte 80 collaborateurs dédiés à l'accompagnement de ces entreprises.
Services et activités
La CCI Haute-Savoie offre une large gamme de services aux entreprises :
> Conseils en création, reprise et transmission d'entreprises, développement commercial, financement et internationalisation
> Programmes de formation pour les jeunes, les dirigeants, les salariés et les futurs entrepreneurs
> Accompagnement des collectivités et des Unions Commerciales, promotion de l'attractivité territoriale 
Gouvernance
La CCI Haute-Savoie est dirigée pas une assemblée composée de chefs d'entreprise élus par leurs pairs. Cette assemblée élit le président et le bureau de la CCI responsable de la lise en œuvre des orientations stratégiques et des décisions prises par l'assemblée.

## Pour approfondir